# とむらい師たち (映画)
『とむらい師たち』（とむらいしたち）は、1968年4月6日に大映が配給した、三隅研次監督によるコメディ映画で、主演は勝新太郎。三隅研次が監督した映画作品としては異色の映画である。

## あらすじ
既存の葬儀会社の金儲け主義に嫌気が差した、ガンめんという男が仲間と共に、仏たちの心を成仏させるという理念の基に、国際葬儀協会という葬儀会社を設立。奇抜なアィデアを続々と出し、会社は軌道に乗る。しかし仲間たちは次第に金を儲けることばかりを考えるようになり、ガンめんは仲間とちは別れることを決める。ある日、彼は万博と対抗するイベントである、葬儀博覧会というイベントの開催を思いつき、開催に奔走する。

## 配役
- 勝新太郎 : ガンめん
- 藤村有弘 : ジャッカン
- 藤岡琢也 : 社長
- 財津一郎 : 稲垣
- 西岡慶子 : トコ
- 酒井修 : 学生
- 田武謙三 : 村長
- 多賀勝 : ラッキョウ
- 若井はんじ : 若いパパ
- 若井けんじ : ダンプの運転手
- 曽我町子 : 女性アナウンサー
- 西川ヒノデ : 中年の男
- 宮シゲオ : ゲージ係員
- 島田洋之介 : 現場監督
- 今喜多代 : 未亡人
- 北村英三 : 榊原
- 若宮忠三郎 : 別会社の社長
- 春本泰男 : 小学校の教頭
- 山本一郎 : 警官
- 斎藤信也 : 少年時代のガンめん
- 伊達三郎 : 広告社の部長
- 木村玄 : 週刊誌の記者
- 遠藤辰雄 : 米倉
- 伊藤雄之助 : 先生

## スタッフ
- 監督 : 三隅研次
- 企画 : 辻久一
- 原作 : 野坂昭如
- 撮影 : 宮川一夫
- 美術 : 内藤昭
- 音楽 : 鏑木創
- 編集 :  谷口登司夫
- 脚本 :  藤本義一

## 併映作品
- 『喜劇 泥棒学校』: 弓削太郎監督